# Sacodes flavicollis
Sacodes flavicollis is een keversoort uit de familie moerasweekschilden (Scirtidae). De wetenschappelijke naam van de soort werd in 1859 gepubliceerd door Ernst August Hellmuth von Kiesenwetter.